# Крамаровка (Коломакский район)
Крамаровка (укр. Крамарівка), село, 
Резуненковский сельский совет,
Коломакский район,
Харьковская область.
Код КОАТУУ — 6323280607. Население по переписи 2001 года составляет 53 (28/25 м/ж) человека.

## Географическое положение
Село Крамаровка находится на левом берегу реки Коломак, выше по течению на расстоянии в 1 км расположено село Резуненково, ниже по течению примыкает село Явтуховка.
На расстоянии в 1 км расположено село Прядковка.
Рядом проходит автомобильная дорога E 40 (М-03).

## История
- 1775 — дата основания.

## Экономика
- Молочно-товарная ферма.